# Medioevo islamico
Non esiste accordo tra gli storiografi orientalisti su cosa s'intenda col termine Medioevo islamico, usato da buona parte dei media e degli storici "occidentalisti" o generalisti per identificare quel periodo della storia dell'Uomo, sia che si tratti di storia, di arte o di letteratura del mondo islamico.

## Inadeguatezza dell'espressione "Medioevo" per l'ambito islamico
Con tale espressione si indica in modo anodino il periodo temporale coevo al Medioevo latino o greco-ellenistico e bizantino applicato al contesto islamico. 
Esso appare però inadeguato a definire l'epoca in cui visse e fiorì nel campo artistico e delle scienze il mondo vicino e medio-orientale in cui il modello predominante fu quello islamico.
 Arco temporale del tutto diverso, per struttura e realizzazioni, dal periodo definito fin dal XV secolo Media tempestas, con ciò alludendo al lasso di tempo succeduto al periodo che gli storici occidentali definiscono tardo-antico, e precedente all'età cosiddetta "moderna. 
La definizione "Medioevo" risente infatti troppo fortemente delle peculiari concezioni storiografiche e di una periodizzazione autoreferenziale che già fu prefigurata da Francesco Petrarca, il quale assumeva l'"età mediana" come discrimine tra l'"epoca antica" (riferita cioè al periodo precedente la comparsa del cristianesimo) e il periodo successivo, definito aetas nova. fino alla definitiva normatura, avvenuta anch'essa nella seconda metà del XV secolo dall'umanista Flavio Biondo, che permise la sua affermazione concettuale nel contesto degli studi storiografici nell'Europa cristiana latina coeva e successiva.
Il periodo che dal VII secolo si spinge fino al XV secolo è stato infatti caratterizzato da un'incisiva azione di rinnovamento e di sviluppo del pensiero e dell'opera culturale, scientifica e letteraria, in tutta l'ecumene islamica, tale da poter far definire questo lasso di tempo un vero e proprio periodo aureo per i popoli che vissero nella Dār al-Islām.

### Differenze tra Medioevo cristiano e Medioevo islamico
Se è arduo definire le caratteristiche fondamentali del medioevo cristiano orientale e occidentale, di sicuro alcuni elementi che lo caratterizzarono non possono essere validi anche per il mondo di espressione linguistica araba, iranica e dei popoli turchi.
Possiamo partire dalla mancata presenza di un fenomeno tipico del mondo occidentale latino o greco: quello del feudalesimo, praticamente assente nel contesto islamico, e dell'incastellamento, che in Occidente si sviluppò come logica conseguenza della crisi militare e istituzionale dell'Impero romano innanzi tutto. 
Nel caso islamico (califfato, emirati o sultanati) non persero invece per lunghi secoli il controllo dei loro territori, almeno fino al XII secolo, non conoscendo alcuna significativa crisi nel settore dei trasporti e in quello dei traffici commerciali, forieri di grande ricchezza e conseguente pace sociale.

### Assenza di feudalesimo e di borghesia imprenditoriale
Manca inoltre nel mondo islamico, fino alla disgregazione califfale del XII e del XIII secolo il fenomeno della precarietà dei trasporti e della sicurezza personale e dei commerci, che in Occidente invece aveva portato al fenomeno dell'incastellamento e alla nascita di organizzazioni paramilitari armate in grado di taccheggiare gli abitanti delle città e delle campagne.
La presenza di un forte potere centralizzato nel mondo islamico non comporta quindi la nascita e l'affermazione nei centri urbani di quel capitalismo urbano che - specialmente in Italia - darà vita a una nuova finanza, motore di sviluppo economico e sociale che sarà nucleo attivo di libertà civiche, contrapposte all'assolutismo laico dell'Impero e a quello ecclesiastico della Chiesa, più rapaci che costruttori di ricchezza.

Tutto ciò - unito al rigido rispetto islamico del divieto di commercio del danaro, ostativo della nascita del capitale da investire - farà mancare al Medioevo islamico l'affermazione nelle città di una classe !borghese imprenditrice, promotrice di progresso economico e di nuove libertà politiche, come invece avverrà -  in modo particolar ma non esclusivo - nella Penisola italica e nelle Fiandre, presto imitate dai futuri Paesi Bassi, dall'Inghilterra e dalla costellazione istituzionale germanica.

### Viaggiatori musulmani ma non scopritori o esploratori
Un'altra caratteristica del mondo islamico medievale è la forte presenza di commercianti terrestri e marini, ma ebbe un fortissimo peso l'accentuata carenza di navi tonde e a vela quadra atte a solcare gli oceani, malgrado dall'Oman, fin dall'età preislamica, le caratteristiche imbarcazioni locali, chiamate dough, fossero normalmente in condizione di veleggiare alla volta dell'India e di Sri Lanka, sfruttando il regime dei venti monsonici stagionali.

Di certo, nel Medioevo islamico non si assiste più di tanto al fenomeno - che caratterizzò invece il mondo europeo - delle esplorazioni (che fossero finalizzate alla sete di conoscenza o, molto di più, alla scoperta di nuovi mercati). Le rotte islamiche erano comunque strutturalmente concentrate sul Mar Mediterraneo (per scambi commerciali e per razzie di beni e di uomini) e sull'Oceano Indiano, con approdi privilegiati in India, Ceylon, le Filippine e persino la Cina (dove fu concesso dall'Imperatore un emporio a Canton, poi soppresso appena la presenza islamica si fece eccessivamente pervasiva, ma nuovamente ripristinato.

Del tutto o quasi trascurate invece le rotte atlantiche, malgrado il grande navigatore turco-ottomano Piri Reìs ci abbia narrato ai primi del XVI secolo, sulla carta geografica da lui fatta disegnare, di cui sopravvive un quarto dell'originale, relativo al profilo delle coste centro- e sud-americane, in cui ha lasciato notizia del precedente arrivo dell'"infedele genovese Cristoforo Colombo" (Krīstūfūrū Kūlūnbū, e non Kūlūn, come pure avrebbe potuto scrivere).
A ostacolare tali capacità esplorative non era quindi tanto la carenza di naviglio idoneo e l'incapacità di manovrare vele quadre atte a navigare di bolina negli oceani, quanto piuttosto la scadente capacità di fondere e imbarcare cannoni pesanti di ferro, in grado di colpire obiettivi nemici da distanza, con accettabile precisione e buona cadenza, aprendosi la strada a un'eventuale conquista.

### La classe militare e il suo freno allo sviluppo
L'evanescenza della classe borghese ha tra le sue concause l'ingombrante freno rappresentato da un numero sovradimensionato di militari, straordinariamente ben pagati dal Palazzo, che - pur dissestando per sua causa i bilanci dello Stato - sopravvive quasi solo grazie a essi. I militari agirono da freno economico e istituzionale, rendendo impossibile l'affermazione economica e politica di un "terzo stato" quanto mai sottodimensionato, assoggettato di fatto alla volontà di un potere centrale sempre più conservatore.

### Fioritura di arti e scienze
Un altro elemento di grande differenziazione tra il Medioevo cristiano e quello islamico è costituito dal ruolo privilegiato accordato alla cultura, sia scientifica sia letteraria.
Mentre per vedere la nascita nel continente europeo di centri superiori di studio, per lo più abbastanza piccoli (tra cui Bologna, Padova, Napoli, Roma, Costantinopoli, Parigi, Oxford, Cambridge), bisognerà attendere l'XI e il XII secolo, il mondo islamico sostenne la nascita e il funzionamento di università già nel IX secolo, con la celeberrima Bayt al-Ḥikma di Baghdad, seguita il secolo dopo dalla moschea-università al-Qarawiyyīn di Fez, nel Maghreb estremo (attuale Marocco).
Paradossalmente, quindi, il periodo medievale nell'Europa latina e bizantina (non includendo ovviamente al-Andalus e Sicilia musulmana) fu il periodo della massima manifestazione del genio culturale del mondo islamico, per il quale un periodo definibile - con tutta la sua sommaria approssimazione - come "medievale" non esisté di fatto mai, visto che un periodo "moderno" seguì immediatamente quello "aureo" con la conquista militare di gran parte del Vicino Oriente arabo, berbero ebraico e cristiano, verso i primi del XVI secolo, quando i turchi ottomani conquistarono l'Egitto mamelucco (1517).